# 1910-ті у кіно

## Події
- У США знято перший кіносеріал «Що сталося з Мері»
- Відкривається перша кіностудія в Голлівуді.

## Фільми
- 1910 в кіно — фільми
- 1911 в кіно — фільми
- 1912 в кіно — фільми
- 1913 в кіно — фільми
- 1914 в кіно — фільми
- 1915 в кіно — фільми
- 1916 в кіно — фільми
- 1917 в кіно — фільми
- 1918 в кіно — фільми
- 1919 в кіно — фільми

## Персоналії
- 1910 в кіно — персоналії
- 1911 в кіно — персоналії
- 1912 в кіно — персоналії
- 1913 в кіно — персоналії
- 1914 в кіно — персоналії
- 1915 в кіно — персоналії
- 1916 в кіно — персоналії
- 1917 в кіно — персоналії
- 1918 в кіно — персоналії
- 1919 в кіно — персоналії